# 演集街道
演集镇，是中华人民共和国河南省商丘市永城市下辖的一个乡镇级行政单位。

## 行政区划
演集镇下辖以下地区：
百花社区、车站社区、菊花社区、会文化社区、永兴社区、沱滨社区、月季社区、欧亚社区、中原社区、雪枫社区、团结社区、牡丹社区、铁东社区、明珠社区、阳光社区、铁西社区、华星社区、民生社区、演集村、刘楼村、谢楼村、武庄村、李林村、张大庄村、陆楼村、丰庄村、关庄村、代王楼村、刘庄村、朱小庄村、曹楼村、时庄村、李楼村、胡各村、郭楼村、梁油坊村、丁楼村、天齐村和韩寨村。